# Dolmen de la Carena

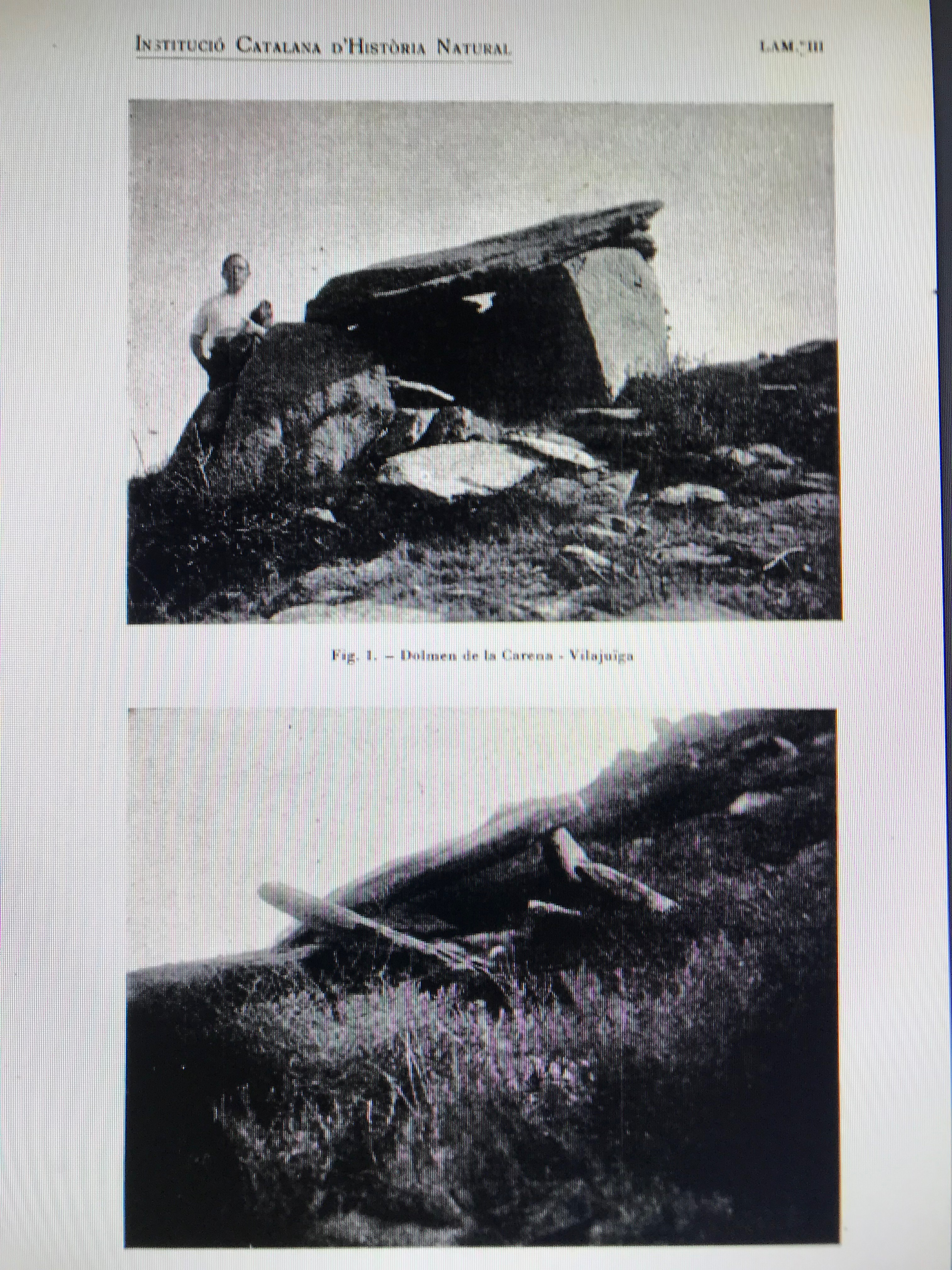
Dolmen de la Carena

Gangdolmen

Der Dolmen de la Carena liegt mit fünf anderen Dolmen in Sant Pere de Rodes bei Vilajuïga bzw. Figueres in der Comarca Alt Empordà in der Provinz Girona in Katalonien in Spanien. Etwa 500 m östlich liegen die Dolmen von Vinyes Mortes.
Wie die Dolmen in der Nähe hat der rechteckige Nordost-Südwest orientierte Dolmen eine Kammer aus mehreren Tragsteinen (ergänzt durch Trockenmauerwerk) und einen Deckstein von 2,65 × 2,3 m aus Gneis. Der nordwestliche Tragstein der Kammer trägt zwei Schälchen.

## Die anderen Dolmen
Der stärker gestörte Dolmen „Caigut 1“ liegt 240 m entfernt auf der anderen Talseite in der gleichen Höhe. Es ist ein trapezoider Gangdolmen dessen Seiten und das Dach zusammengebrochen sind, aber vor Ort liegen. 
Etwa 100 m weiter liegen die Reste des Gangdolmens „Caigut 2“. Von allen Megalithanlagen der Region ist es die am meisten geschädigte, da nur zwei Platten erhalten sind.
Der Nordost-Südwest orientierte „Dolmen de les Ruïnes“ liegt unweit des Dolmen de la Carena und neben dem Dolmen de la Talaia. Er ist ein einseitig zusammengebrochener rechteckiger Gangdolmen. Es hat sechs Seitenplatten und eine schräg aufliegende Deckenplatte aus Gneis.
Der etwa 30 m entfernte Nordost-Südwest orientierte „Dolmen de la Talaia“ ist eine katalanische Galerie in V-Form. Sie besteht aus fünf Tragsteinen und einer Deckenplatte von 2,4 × 1,95 m aus Gneis.
Der Nordost-Südwest orientierte „Dolmen del Garrollar“ ist ein rechteckiger Gangdolmen. Von allen Anlagen des Tales ist es diejenige, die am meisten verändert wurde, um ihn in eine Hütte zu verwandeln. Es hat drei Tragsteine und eine Deckenplatte von 3,6 × 2,7 m aus Gneis. 
Etwa 800 Meter hinter den letzten Häusern von Vilajuïga beginnt der Weg, der zu den Dolmen führt. Nach etwa 1,5 km den Berghang hinauf liegt der Dolmen Vinya del Rei unmittelbar neben dem Weg. 